# Мала Турша
Мала Турша́ (рос. Малая Турша, марій. Изи Туршо) — присілок у складі Медведевського району Марій Ел, Росія. Входить до складу Люльпанського сільського поселення.

## Населення
Населення — 131 особа (2010; 133 у 2002).
Національний склад (станом на 2002 рік):
- лучні марійці — 77 %